# Dabik
Dabik (arab. دابق) – miasto w Syrii, w muhafazie Aleppo. W 2004 liczyło 3364 mieszkańców.
W 1516 w pobliżu rozegrała się Bitwa pod Mardż Dabik, w której Imperium Osmańskie ostatecznie pokonało Mameluków.
Zgodnie z eschatologią islamską, w tym miejscu odbędzie się starcie Dobra ze Złem, które zapoczątkuje koniec świata. W propagandzie Państwa Islamskiego tutaj rozegra się ostateczna bitwa z siłami niewiernych i właśnie dlatego sztandarowe czasopismo dżihadystów nosi tytuł Dabik.